# 세드릭 야브로우
세드릭 야브로우(Cedric Yarbrough, 1973년 3월 20일 ~ )는 미국의 배우, 텔레비전 배우, 성우, 가수이다.

## 영화
- 더 60 야드 라인 (2017년)
- 더 하우스 (2017년)
- 아마추어 나이트 (2016년)
- 더 보스 (2016년)
- 저스티스 리그 : 아틀란티스의 왕좌 (2015년) - 보조 기술자 / 폭력배 목소리 역
- 대디스 홈 (2015년)
- 저스티스 리그: 크리시스 온 투 어스 (2010년)
- 미스 마치 (2009년)
- 블랙 다이너마이트 (2009년)
- 볼드 (2008년)
- 드릴빗 테일러 (2008년)
- 4번의 크리스마스 (2008년)
- 엔트리 레벨 (2007년) - 샘 역
- 업 클로즈 위드 캐리 키건 (2007년) - 게스트 역
- 르노 911! - 마이애미 (2007년)
- 클로징 에스크로 (2007년)
- 성탄절 전야의 공항 대소동 (2006년) - 멜빈 '멜' 골드핀치 역
- 40살까지 못해본 남자 (2005년)
- 미트 페어런츠 2 (2004년)
- 르노 911! (2003년)